# Máximo Blanco
Máximo Blanco Rodríguez (San José, 8 de enero de 1824 - 26 de julio de 1886) fue un héroe militar costarricense. Fue un militar de carrera al servicio de los gobiernos y de los intereses dominantes de la sociedad costarricense de mediados del siglo XIX. Se distinguió especialmente durante la guerra contra los filibusteros de William Walker, y como general de brigada, al mando de 300 hombres, uníéndose con el coronel Salvador Mora y sus hombres, tomaron parte de la Batalla de Rivas del día 11 de abril de 1856. 
Al día siguiente, se ordenó al General Blanco a destacarse con 200 hombres en San Juan del Sur para evitar que Walker, empleando esta entrada estratégica, pudiera introducir refuerzos y pertrechos provenientes de California. Fue el principal caudillo militar en la campaña del río San Juan, que dio como resultado la toma por el ejército costarricense de los vapores que operaban en esa vía fluvial y llevaban refuerzos y suministros a las fuerzas enemigas. También defendió el puerto de La Trinidad.
Ascendido a General, con posterioridad al conflicto fue comandante y general del Cuartel Principal de San José y tuvo una participación protagónica en los golpes militares de 1859 y 1868, que derrocaron a los Presidentes Juan Rafael Mora Porras y José María Castro Madriz respectivamente. En 1860 le correspondió participar en acciones militares en Puntarenas (batalla de la Angostura), para defender al gobierno constitucional de José María Montealegre Fernández contra la expedición del expresidente Mora Porras.
Durante la época comprendida entre 1863 y 1869, junto al General Lorenzo Salazar , ejercieron el control del país, derrocando a Jesús Jiménez Zamora y colocando a José María Castro Madriz, al que luego derrocaron el 1 de noviembre de 1868 para colocar de nuevo a Jiménez. 
A pesar del respaldo que dieron los generales al segundo mandato de Jesús Jiménez Zamora, para ocupar la magistratura del país, don Máximo Blanco fue obligado a retirarse del servicio activo en 1869, por gestiones del Secretario de Guerra Eusebio Figueroa Oreamuno.
Falleció de causa natural el 26 de julio de 1886.